# Реалити-порнография
Реалити-порнография — жанр порнографии, в котором постановочные сцены, как правило, отснятые в стиле синема верите, устанавливают сексуальные контакты и предшествуют им. В этих сценах оператор может либо непосредственно заниматься сексом (как в гонзо-порнографии), либо просто снимать, как другие занимаются сексом. Жанр преподносится как «реальные пары, занимающиеся реальным сексом». Был описан как профессиональное порно, стремящееся подражать манере любительского порно.
Популярность ниши значительно выросла во второй половине первого десятилетия 2000-х годов. Примерами могут быть Girls Gone Wild and Girls Who Like Girls Series. Также к альтернативному порно относят работы Брюса Севена, потому что он не использует готовые сценарии и просит исполнителей действовать естественно, в их собственной манере.
Для того, чтобы соответствовать требованиям отрасли по тестированию венерических заболеваний (ЗППП), подавляющее большинство реалити-порно задействует профессиональных актёров и актрис, выдающих себя за так называемых «любителей». Несмотря на то, что исполнители, играющие в этих фильмах, обычно появляются на многих реалити-сайтах в течение короткого промежутка времени, большинство этих сайтов утверждает, что каждый из них является любителем.
Другой вариант — обычные пары, снимаемые профессионалами, и в этом случае единственное очевидное отличие от любительской порнографии — более высокое качество кинопроизводства, съёмки и монтажа.